# MacRumors
MacRumors – amerykański portal informacyjny poświęcony produktom firmy Apple.
Witryna została uruchomiona w 2000 roku. Założycielem serwisu jest Arnold Kim.
W ciągu miesiąca serwis odnotowuje ok. 10 mln wizyt (stan na 2020 rok).